# Уильям II де Перси
Уильям II де Перси из Топклифа (англ. William de Percy of Topcliffe; ок. 1088 — 1174/1175) — английский аристократ и землевладелец, 3-й феодальный барон Перси с 1130/1135 года, старший сын Алана Великого де Перси и Эммы де Гант.
Сыновья Уильяма умерли раньше его, поэтому после его смерти владения были разделены между мужьями двух дочерей.

## Биография
Уильям был старшим из сыновей Алана Великого де Перси, 2-го феодального барона Перси, от брака с Элен де Гант. Он наследовал отцу между 1130 и 1135 годами, получив обширные владения в Йоркшире, Линкольншире, Эссексе и Хэмпшире.
В 1138 году Уильям привёл отряд йоркширцев на помощь королю Стефану Блуасскому против вторгшихся в Северную Англию шотландцев. При этом одним из военачальников шотландцев был Алан де Перси, незаконнорождённый сын Алана Великого де Перси и единокровный брат Уильяма. Про Алана сообщают, что он был одним из самых квалифицированных капитанов своего времени, при этом он находился на службе у шотландского короля Давида I. 22 августа 1138 года Уильям принимал участие в битве Штандартов против шотландцев, произошедшей недалеко от Норталлертона в Северном Йоркшире, в которой он хорошо проявил себя. Шотландцы в итоге были разбиты и вынуждены были отступить.
Во время правления Стефана и, особенно, при его преемнике, Генрихе II Плантагенете, Уильяму удалось увеличить родовые владения. В частности он приобрёл 10 000 акров в окрестности Питворта (Сассекс). Он основал аббатство Соли, где позже были похоронены многие представители дома Перси.
Уильям умер около 1174/1175 года. Его сыновья не пережили отца, поэтому владения Перси были разделены между мужьями двух дочерей — Мод и Агнес, причём львиную долю унаследовал Жоселин де Лувен, муж Агнес. Поскольку Мод детей не оставила, в итоге все владения Перси получили наследники Агнес и Жоселина, принявшие родовое прозвание Перси.

## Брак и дети
1-я жена: Алиса де Тонбридж (ум. до 1166), вероятно дочь Ричарда Фиц-Гилберта, 3-го лорда Клера и Агнес Честерской. Дети:
- Алан де Перси (ум. до 1174)
- N де Перси
- N де Перси
- N де Перси
- Матильда (Мод) де Перси (ум. между ноябрём 1202 и 13 октября 1204); муж: ранее 28 декабря 1175 Уильям де Бомон (до 1140 — 15 ноября 1184), 3-й граф Уорик с 1153
- Агнес де Перси (ум. между концом 1202 и 13 октября 1204), баронесса Перси; муж: Жоселин де Лувен (ум. 1180), барон, кастелян Арундела

2-я жена: Сибилла де Валуэн (ум. после 1212), вдова Роберта де Роса (ум. 1162/1163); её третьим мужем был Ральф де Альбини Брито (ум. 1191)
Также у Уильяма известна незаконнорождённая дочь:
- Аделиза де Перси; муж: Ричард де Морвиль; она была любовницей Гуго де Пюизе (ум. 3 марта 1195), епископа Дарема с 1153

## Комментарии
1. ↑  Джеральд Бренан в работе «История дома Перси» указывает, что у Алана де Перси был сын Уильям, 3-й барон Перси, умерший в 1133 году, оставивший единственного сына Уильяма де Перси, которого он называет 4-м бароном Перси[3]. Современные источники указывают, что был только один Уильям[2].